# Mojkovac
Mojkovac (en idioma montenegrino: Мојковац) es una ciudad situada en la zona del centro norte de la República de Montenegro. Es, además, la capital del municipio homónimo. En esta localidad nació Stefan Savić, defensa central del Trabzonspor. 
Mojkovac está en la orilla derecha (oriental) del río Tara, entre las montañas de Bjelasica y Sinjajevina. Muy cerca se encuentra el antiguo pueblo minero de Brskovo, una de las minas más antiguas de la región. 

## Demografía
Según el censo del año 2003, esta localidad tenía una población de 4120 personas, de las cuales 3800 se consideraban serbios. La densidad poblacional de esta pequeña ciudad es de veintisiete habitantes por cada kilómetro cuadrado.

## Transportes
La ciudad de Mojkovac tiene una estación en la línea de ferrocarril Belgrado-Bar.
También se encuentra en la intersección de la carretera principal que conecta la costa de Montenegro y Podgorica con el norte de Montenegro y Serbia (E65, E80), y la carretera que conduce hacia Žabljak y Pljevlja.
El aeropuerto de Podgorica está a 105 km (65,2 mi) de distancia y tiene vuelos regulares a los principales destinos de Europa.